# Puma Veículos e Motores
Puma – brazylijska firma, produkująca małe serie samochodów sportowych oraz ciężarowych.

## Pochodzenie
Rino Malzoni był zapalonym kierowcą wyścigowym, samodzielnie stworzył sportowy samochód oparty na konstrukcji DKW 3=6. Aby zmniejszyć masę pojazdu, Malzoni zastosował włókno szklane, dzięki czemu jago pojazd - Malzoni GT - ważył niecałe 700 kg. Pod maskę Malzoni GT trafił trzycylindrowy, chłodzony cieczą dwusuw o pojemności 981 ccm i mocy 60 KM. W 1964 wygrał swój pierwszy wyścig na Interlagos.  Samochody konkurencji posiadały większe silniki, o mocy nawet 100 KM. Po sukcesie Malzoniego firma DKW-Vemag wystąpiła z ofertą współpracy. W coupé o doskonałych proporcjach upatrywano kandydata do licznych zwycięstw na torach wyścigowych. Ambitnemu konstruktorowi zaproponowano współpracę, której owocem było DKW Malzoni GT. Dzięki stałym modyfikacjom litrowy silnik osiągnął moc ponad 100 KM i rozpędzał Malzoni do 200 km/h. Samochody zaczęły sprzedawać się w ilościach większych, niż Genaro mógł sam zbudować. W dniu 14 września 1966 roku firma przyjęła nazwę Puma, gdzie zaczęto budować samochody seryjne.

## Współpraca z Volkswagenem
W tym samym czasie Auto Union, którego częścią była firma DKW, zmieniło właściciela. Spółka została w 1964 roku przejęta przez Volkswagena. Nie zaprzestano jednak wytwarzania pojazdów, a jedynie zmieniono nazwę na DKW Malzoni GT. Gdy Malzoni produkował pierwszą partię samochodów, zarząd Volkswagena podjął decyzję o likwidacji DKW, ponieważ zrezygnowano z dwusuwów. Jedynym spadkobiercą spółki Auto Union pozostało Audi. Puma potrzebowała nowego dostawcy podzespołów. Zdecydowano się na zaadaptowanie elementów z produkowanego w Brazylii VW Karmanna Ghia, co było równoznaczne z rezygnacją z przedniego napędu na rzecz boksera nad tylną osią, napędzającego koła tylne. Samochód znany jako Puma GT P2 wyposażono w 60-konny motor o pojemności 1,5 l. Chłodzona powietrzem jednostka umożliwiała osiągnięcie 150 km/h.
W roku 1970 zadebiutowała Puma P3. Okazała się największym sukcesem marki - powstało 8705 egzemplarzy. Dysponowała hamulcami tarczowymi na przedniej osi, trzypunktowymi pasami bezpieczeństwa, zagłówkami przednich foteli. Źródło napędu zapewniał silnik 1,6 l o mocy 70 KM, lub większy - 2,1.
W 1971 roku pojawił się kabriolet - Puma GTE Spider, a po dwóch latach zmieniono nazwę na Puma GTS.
Wzrost sprzedaży to zasługa otwarcia się firmy na eksport. Brazylijskie coupé sprzedawano w postaci kompletnych samochodów, kit-carów do samodzielnego montażu oraz karoserii, które można było wyposażyć w dowolne podzespoły. Pumy znajdowały nabywców głównie w Ameryce Północnej i RPA. Na Stary Kontynent trafiło około 200 egzemplarzy.

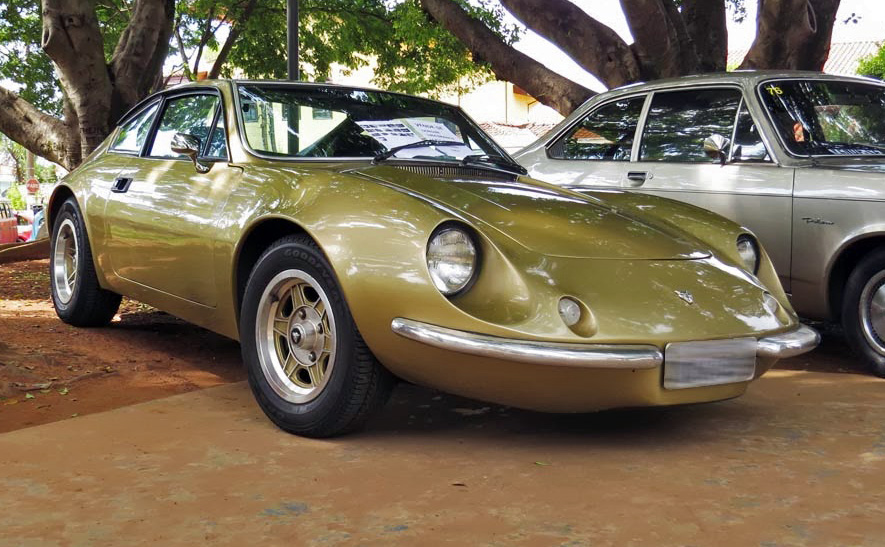
Puma GT

## Współpraca z General Motors

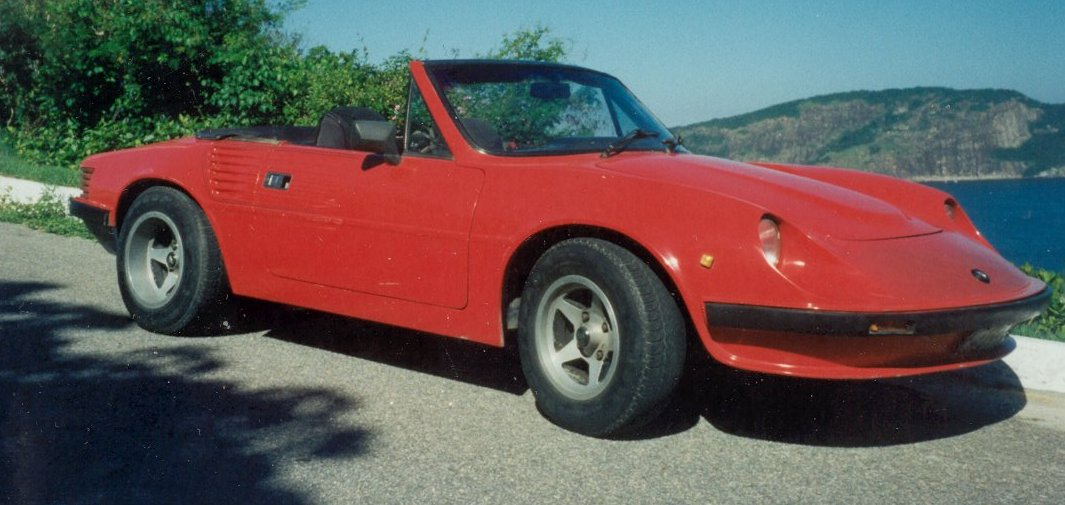
Puma GTC

Czasy świetności VW Karmanna powoli dobiegały końca. Dla firmy Puma Veículos e Motores było to równoznaczne z koniecznością wprowadzenia nowego modelu. Na podstawie Chevroleta Opala powstała Puma GTB, którą zaprezentowano w 1973 roku. Samochód miał stanowić nową jakość marki. Model GTB stał się przeciwieństwem starszych Pum. Pojazd był znacznie większy, a źródło napędu stanowił sześciocylindrowy silnik o pojemności 4,1 litra, który umieszczono z przodu. Wykonanie nadwozia z włókna szklanego pozwoliło na znaczną redukcję masy. Osiągi nowej Pumy niestety pozostawiały wiele do życzenia. Mimo mocy 171 KM, na przyśpieszenie od 0 do 100 km/h, Puma GTB potrzebowała blisko 11 sekund. Zainteresowanie klasyczną Pumą było jednak na tyle duże, że firma zdecydowała się na równoległą produkcję modeli GTB i GTE. Sytuację Pumy dodatkowo pogarszało złagodzenie cła dla importowanych pojazdów. W 1985 roku wstrzymano produkcję pojazdów, zaś markę wystawiono na sprzedaż. Firma Araucária Veículos weszła w posiadanie Pumy rok po wstrzymaniu produkcji. Pod nowym zarządem zbudowano 15 pojazdów.

## Puma w RPA
Warty przedstawienia jest wątek dystrybucji i produkcja Pumy w RPA. Z powodu stawek celnych oraz różnic kursów walut import nie przynosił oczekiwanych dochodów. Rozwiązaniem miała być licencyjna produkcja Pumy na podzespołach wytwarzanego w RPA Garbusa, jednak Volkswagen odmówił dostarczania części. Przedsiębiorstwo zdecydowało się kupować Garbusy, by na ich podstawie budować własne pojazdy. Produkcja okazała się nierentowna i w roku 1974 została przerwana. W tym czasie skompletowano 357 samochodów.

## Pod zarządem Alfa Metais

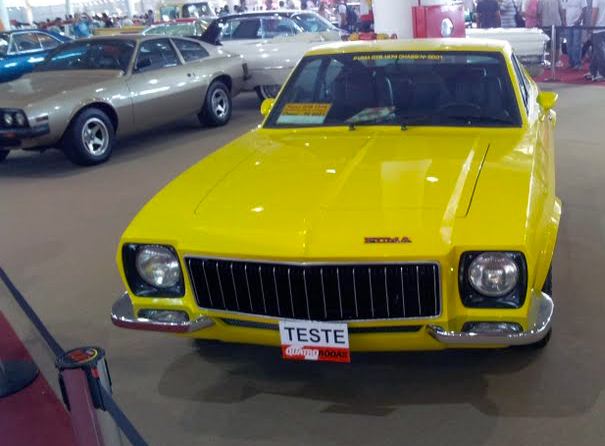
Puma GTB S1

Po kilku miesiącach pod zarządem Araucária, nowym właścicielem marki zostało Alfa Metais. Produkcję ponownie wznowiono, zmieniając oznaczenia samochodów. Klienci mogli wybierać między Pumą AM-1 Coupé, AM-2 Convertible oraz zmodernizowaną GTB, czy nową AMV. W 1989 roku w gamie pojawiły się dwa nowe modele AM-3 Coupé i AM-4 Convertible. Po raz kolejny w historii firmy źródło napędu zapożyczono od Volkswagena. Samochody były solidne i dobrze wyposażone, ale przestarzałe technicznie i drogie, wzbudzały coraz mniejsze zainteresowanie. Produkcję brazylijskiej Pumy definitywnie zakończono w 1993 roku. Ostatnie auto trafiło do klienta dwa lata później. Łącznie od 1964 roku wyprodukowano około 22 tysięcy samochodów.

## Lista modeli
- DKW-Vemag GT Malzoni
- Puma DKW
- Puma GT
- Puma P8 1971
- Puma Spyder 1971-1972
- Puma GT4R 1969-1970
- Puma GTE 1970-1980
- Puma GTS 1973-1980
- Puma GTB S1 1974-1979
- Puma GTB S2 1979-1987
- Puma GTB S3 1984-1984
- Puma GTB S4 1984-1984
- Puma P-018 1981-1987
- Puma GTC 1981-1986
- Puma GTI 1981-1987
- Puma AM1 1988-1990
- Puma AM2 1988-1990
- Puma AM3 1989-1991
- Puma AM4 1989-1995
- Puma AMV 1988-1991
- Puma 7900